# Tihomir Blaškić
Tihomir Blaškić (Brestovsko, 1960. november 2.) boszniai horvát tábornok, a Horvát Védelmi Tanács (HVO) nyugalmazott tábornoka, aki a boszniai háború és a horvát-bosnyák háború idején szolgált. A volt Jugoszláviával foglalkozó nemzetközi büntetőtörvényszék (ICTY) háborús bűnök vádjával vádat emelt ellene, és 2000-ben 45 év börtönbüntetésre ítélték. 2004 júliusában az ICTY a fellebbezés során megállapította, hogy a legtöbb vádpontért nem volt parancsnoki felelőssége, és büntetését kilenc év börtönre mérsékelték. A következő hónapban szabadult.

## Élete
Tihomir Blaškić 1960. november 2-án született a Kiseljak településhez tartozó Brestovsko faluban, az akkori Jugoszláviához tartozó Bosznia-Hercegovinában. A Jugoszláv Néphadsereg (JNA) századosa volt, majd 1983-ban végzett a Belgrádi Katonai Akadémián.
Bosznia 1992. április 6-i nemzetközi elismerését követően fegyveres konfliktus robbant ki a különböző közösségek között. Ennek eredményeként 1992. április 8-án a boszniai horvátok létrehozták a HVO-t, amelyet a Horvát Hadsereg (HV) is támogatott. Az általuk ellenőrzött övezetek a Bosznia-Hercegovinai Horvát Közösségen (HZBH) belül voltak. Blaškić a HVO csapatainak parancsnoka volt a közép-boszniai Lašva-völgyben, amelyet többségében muszlimok és horvátok laktak. 1992 májusa és 1993 januárja között a két közösség közötti kapcsolatok egyre feszültebbé váltak. 1992. június 27-től Blaškić a fegyveres erők közép-boszniai regionális parancsnokságának parancsnoka lett. 1994. április 26-tól vezérőrnaggyá léptették elő, és 1995. december 2-ig a mostari HVO-parancsnokság parancsnokhelyettesi, majd parancsnoki posztját töltötte be. 1994 végén a Cincar hadműveletben, amely felszabadította Kuprest megszállás alól a HVO erőit irányította. 1995 novemberében felügyelői posztot kapott a Horvát Köztársaság Hadseregének Főfelügyelőségén.

## Hágai pere
Tihomir Blaškic ellen egyéni büntetőjogi, és parancsnoki felelősségének alapján emeltek vádat a horvát erők egyes tagjai által 1992 májusa és 1994 januárja között bosnyákok ellen elkövetett bűncselekmények miatt. 1996. április 1-jén önként adta fel magát, majd 2000-ben elsőfokon 45 év börtönbüntetésre ítélték. A másodfokú (fellebbviteli) eljárás 2004-es befejezését követően kilenc év börtönbüntetésre ítélték (a fellebbviteli tanács a vádiratban szereplő 19 vádpontból 16-ot elutasított), és a következő napon 2004. augusztus 2-án szabadult, mert büntetésének több mint 90%-át már letartóztatásban töltötte.

## Fordítás
- Ez a szócikk részben vagy egészben  a   Tihomir Blaškić című horvát Wikipédia-szócikk ezen változatának fordításán alapul.  Az eredeti cikk szerkesztőit annak laptörténete sorolja fel. Ez a jelzés csupán a megfogalmazás eredetét és a szerzői jogokat jelzi, nem szolgál a cikkben szereplő információk forrásmegjelöléseként.
- Ez a szócikk részben vagy egészben  a   Tihomir Blaškić című angol Wikipédia-szócikk ezen változatának fordításán alapul.  Az eredeti cikk szerkesztőit annak laptörténete sorolja fel. Ez a jelzés csupán a megfogalmazás eredetét és a szerzői jogokat jelzi, nem szolgál a cikkben szereplő információk forrásmegjelöléseként.